# Большевистская улица (Новосибирск)
Большеви́стская улица — улица в Октябрьском районе Новосибирска. Начинается от площади инженера Будагова, далее идёт в юго-восточном направлении (параллельно реке Обь) и заканчивается примерно в 150 м от моста через Иню, соединяясь с Бердским шоссе. Длина улицы — более 7 км.

## История
В ноябре 1894 года в начале улицы появляется народная читальня, открытая инженером Г. М. Будаговым на собственные средства, в 1895 году по его ходатайству читальня была преобразована в библиотеку дешевых изданий. В январе 1895 года в этом же деревянном доме усилиями Будагова была открыта бесплатная школа для детей строителей железнодорожного моста через Обь. Самые ранние картографические данные о Большевистской улице — городские планы 1896 года. Первоначально улица называлась Трактовой, в 1912 году её переименовали в Будаговскую улицу (в честь Г. М. Будагова), в 1920 году — в Большевистскую.

## Архитектура

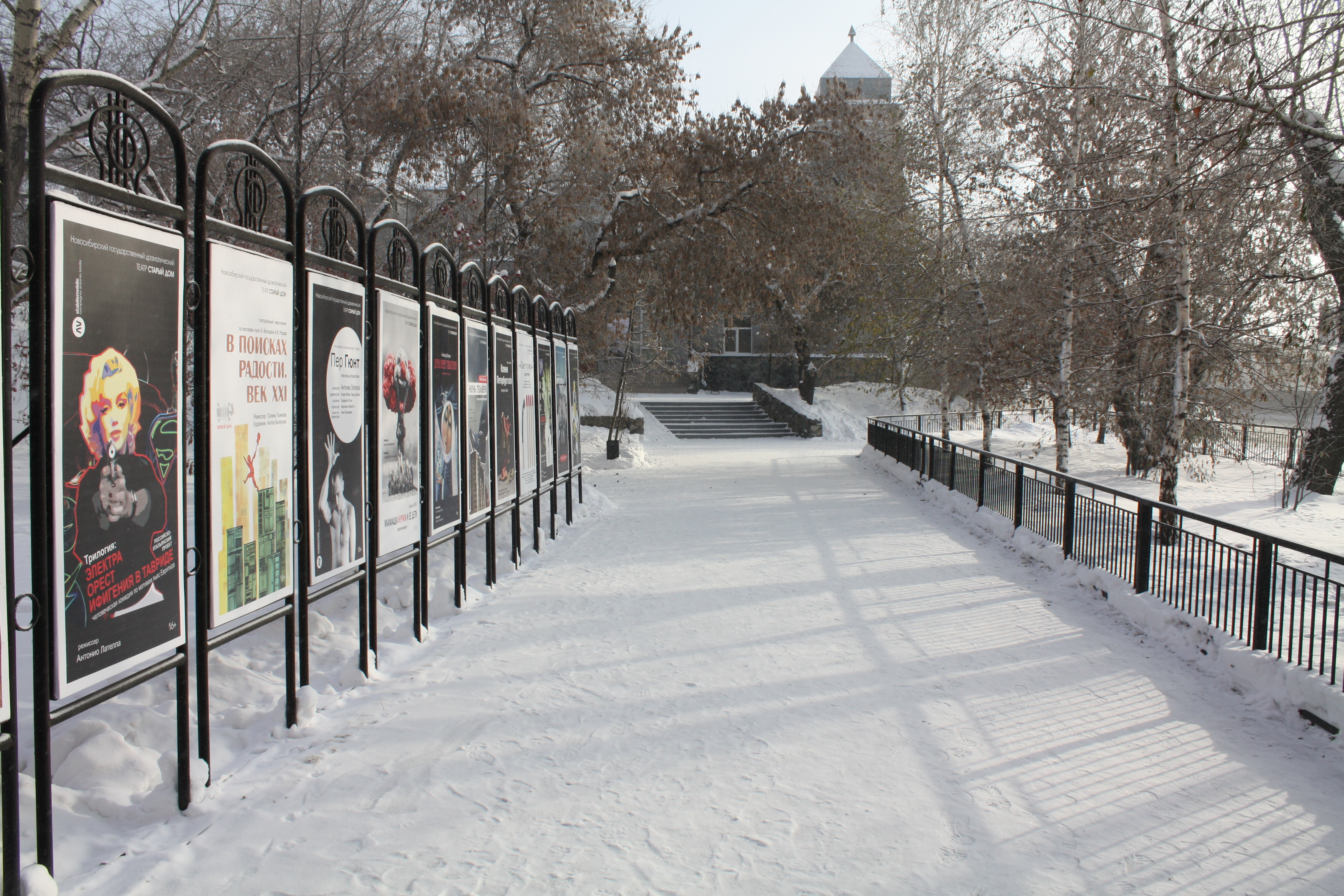

### Дореволюционный и советский периоды
- Контора инженера Г. М. Будагова — деревянный дом, построенный в конце 1890-х годов. Главным фасадом выходит на Большевистскую улицу. В здании размещалась контора Григория Будагова, главного инженера, сооружавшего первый в городе железнодорожный мост. Считается одним из самых старых зданий Новосибирска. Отреставрирована в 2017—2018 годах[2]. Памятник архитектуры регионального значения[3][4].
- Доходный дом Е. Ф. Самсоновой — здание начала XX века. В 2007—2008 годах был разобран и реконструирован на старом цоколе. Памятник архитектуры регионального значения[5].
- Театр «Старый дом» — драматический театр, основанный в Новосибирске в 1933 году. Изначально здесь располагалась начальная школа. Здание было построено в 1912 году архитектором А. Д. Крячковым[6].
- Школа № 76 (ул. Большевистская № 32) — здание, построенное в 1937 году. Первоначально здесь была школа, но в 1941 году учебное заведение расформировали, а в здании разместили эвакогоспиталь. Затем здание было вновь возвращено школе. До 1980-х годов при школьном учреждении функционировал музей госпиталя[5].
- Жилой дом (ул. Большевистская № 48) — представляет собой здание, состоящее из двух отдельных домов, построенных в 1937—1941 годах. В 1963 году они были объединены пристройкой в один дом[5].
- Церковь во имя Михаила Архангела — православная церковь на углу Большевистской и Выборной улиц. Раньше в здании находился кинотеатр «Заря», в 1994 году здание перешло к РПЦ[7].

### Российский период

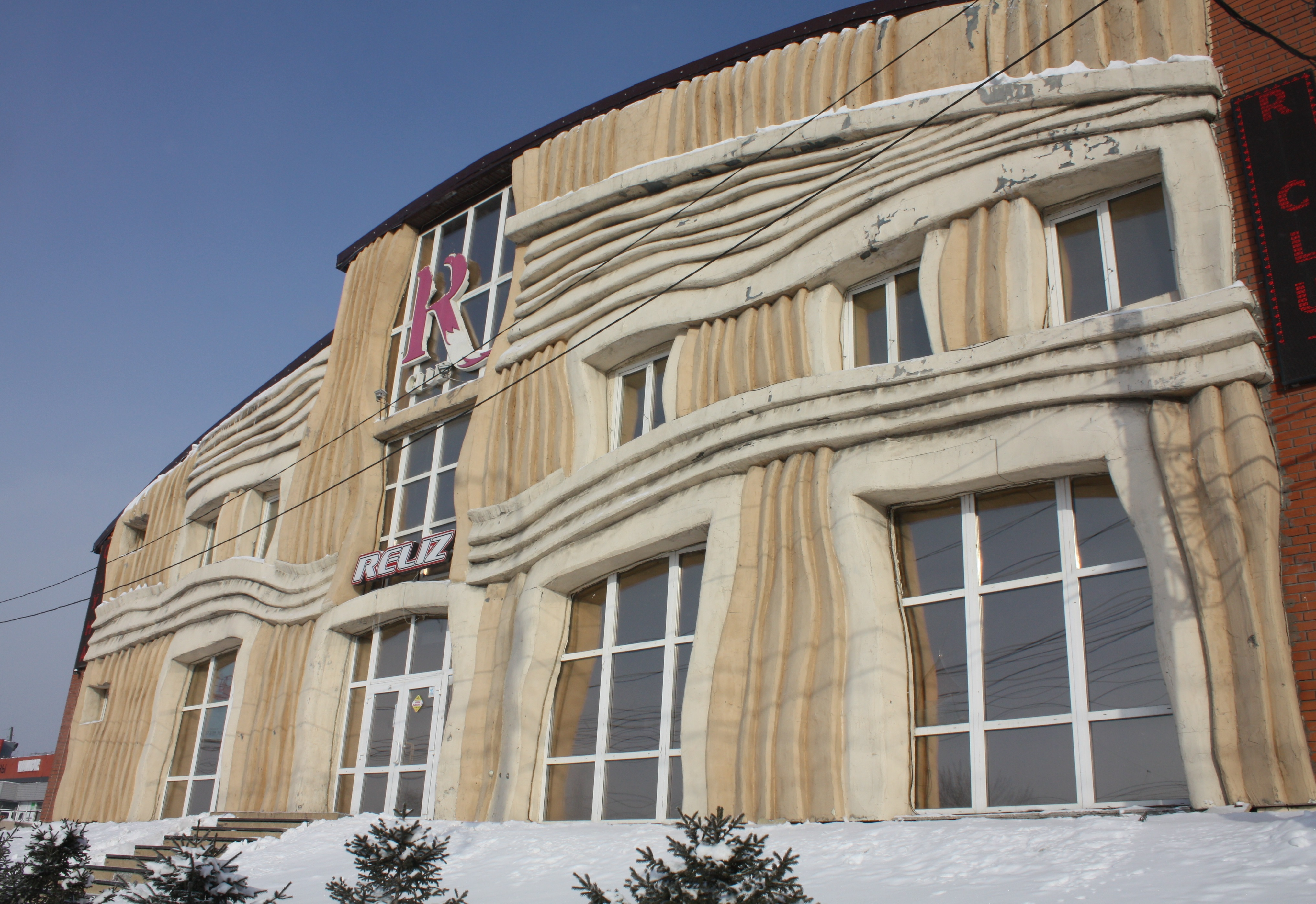
«Пьяный дом» на Большевистской улице

- Микрорайон «Европейский Берег» — территория между рекой Обь и улицей Большевистской, застраиваемая компанией Сибакадемстрой с 2010 года. Микрорайон расположен рядом с Бугринским мостом напротив Инструментального завода. До 2020 года планируется построить более 27 зданий[8][9].
- Пьяный дом — оригинальное здание с искривлёнными линиями фасада. По состоянию на 2016 год в доме располагаются сауна и ночной клуб[10][11].
- МФК «Снежная миля» — анонсированный в 2013 году проект многофункционального комплекса, общая площадь которого должна составить 135 090 м². Строящийся МФК растянется приблизительно на 400 м вдоль улицы Большевистской и будет состоять из соединённых между собой стилобатом пяти зданий, внутри которых будут располагаться гостиница, апартаменты, театр Сергея Афанасьева, бизнес-центр и SPA-центр. Вероятный срок сдачи — 2017 год[12][13].

## Археологические памятники
В 1988 году напротив остановки наземного транспорта «Инструментальный завод», расположенной на улице Большевистской, были произведены археологические раскопки, благодаря которым был найден материал эпохи неолита, бронзы, ирменской культуры, раннего железа и средневековья. Данный археологический памятник был назван «Турист-1» и к настоящему времени уничтожен. Рядом с остановкой «Инструментальный завод» существует ещё один археологический памятник — «Турист-2», расположенный на территории микрорайона «Европейский берег».

## Транспорт

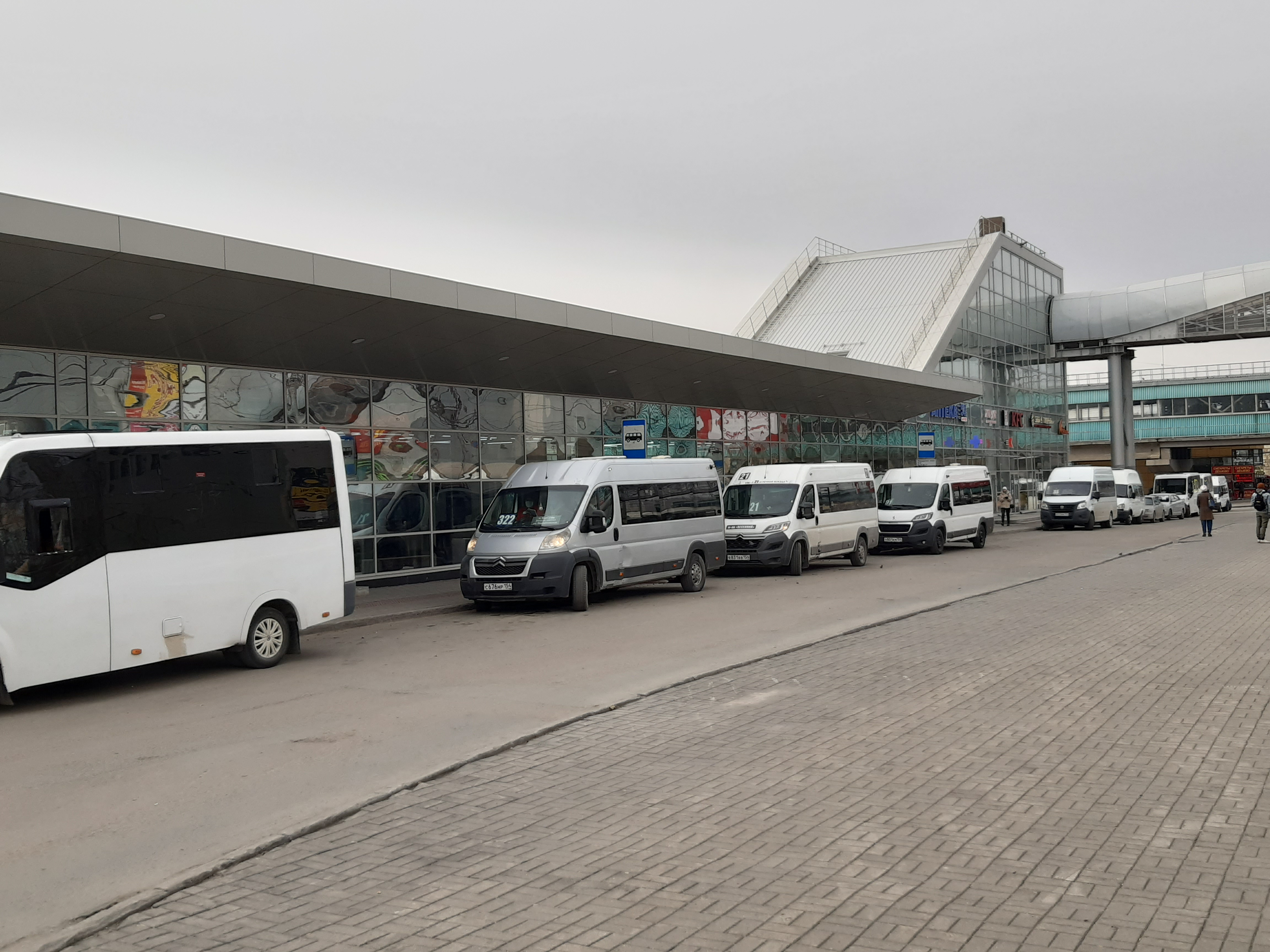

Большевистская улица — одна из самых важных транспортных магистралей Новосибирска. Развязка на площади инженера Будагова связывает её с Красным проспектом, Ипподромской и Фабричной улицами, развязка возле станции метро Речной вокзал — с Коммунальным мостом и улицей Восход. Кроме того, место в районе метро «Речной вокзал» является крупным транспортно-пересадочным узлом, где сосредоточены остановки наземного транспорта, входы к станции Новосибирского метрополитена, железнодорожная станция «Речной вокзал». К Большевистской улице в двух местах примыкает улица Выборная, проходящая через жилмассив Энергостроителей и микрорайон Ключ-Камышенское Плато. Улица Большевистская соединена дорожной развязкой с Бугринским мостом, через неё ежедневно проходят транспортные потоки из Первомайского и Советского районов и обратно. По улице курсируют автобусы, троллейбусы и маршрутные такси.

### Остановки наземного транспорта
- Метро Речной вокзал
- ул. Обская
- Школа №76
- Мелькомбинат
- Завод торгового оборудования
- Инструментальный завод
- ул. Днепрогэсовская
- Храм Михаила Архангела
- Карьер Борок
- Река Иня

### Дорожные заторы
Большевистская улица является одной из самых загруженных транспортных артерий города. Дорожные заторы могут достигать более 9 км.

## Предприятия
- Завод «Труд»
- Новосибирский инструментальный завод
- Новосибирский мелькомбинат № 1

## Деловые центры
- Бизнес-центр «Якутия»
- Бизнес-центр «Рим»

## Торговые организации
- Торговый центр «Речной»
- STERN, дискаунтер
- МЕТРО Кэш энд Керри
- Гипермаркет «Лента»

## Известные жители
- Николай Фёдорович Смолин (1888—1962) — художник портретист.